# 閻鼐
閻鼐（1426年—？），字仲輔，直隸永平府灤州人，官籍，明朝政治人物。進士出身。

## 生平
順天府鄉試第一十九名。景泰五年（1454年）甲戌科會試第二百五十六名，殿試登進士第三甲第一百九十九名。

## 家族
曾祖閻流琅。祖父閻從德，贈武德將軍。父亲閻泰，曾任永清衛右所正千戶。